# Pierremont
Pierremont é uma comuna francesa na região administrativa de Altos da França, no departamento de Pas-de-Calais. Estende-se por uma área de 6,14 km². Em 2010 a comuna tinha 308 habitantes (densidade: 50,2 hab./km²).